# Ріонеро-ін-Вультуре
Ріонеро-ін-Вультуре (італ. Rionero in Vulture) — муніципалітет в Італії, у регіоні Базиліката, провінція Потенца.
Ріонеро-ін-Вультуре розташоване на відстані близько 290 км на схід від Рима, 34 км на північ від Потенци.
Населення — 13 302 особи (2014).

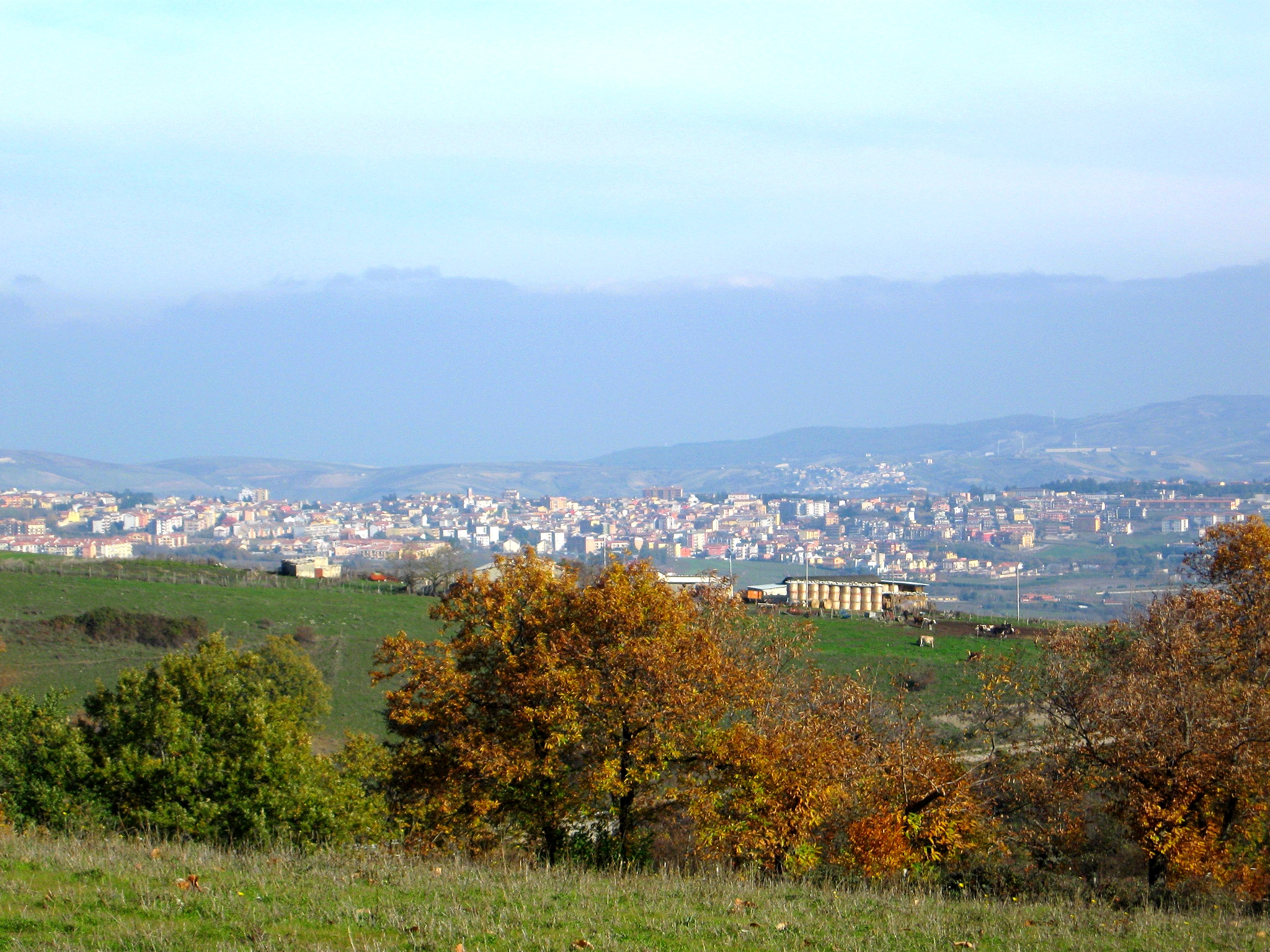

Щорічний фестиваль відбувається 25 квітня. Покровитель — Святий Марко.

## Демографія
Населення за роками:

Станом на 1 січня 2023 року в муніципалітеті офіційно проживали 704 іноземці з 58 країн, серед них 221 громадянин країн Євросоюзу та 98 громадян України.

## Клімат
| MONTICCHIO BAGNI | Місяці | Місяці | Місяці | Місяці | Місяці | Місяці | Місяці | Місяці | Місяці | Місяці | Місяці | Місяці | Пора | Пора | Пора | Пора | Рік  |
| MONTICCHIO BAGNI | Січ    | Лют    | Бер    | Кві    | Тра    | Чер    | Лип    | Сер    | Вер    | Жов    | Лис    | Гру    | Зим  | Вес  | Літ  | Осі  | Рік  |
| ---------------- | ------ | ------ | ------ | ------ | ------ | ------ | ------ | ------ | ------ | ------ | ------ | ------ | ---- | ---- | ---- | ---- | ---- |
| Темп. макс. (°C) | 7.7    | 9.5    | 12.1   | 17.1   | 21.3   | 26.9   | 29.7   | 30.3   | 25.5   | 18.4   | 13.3   | 10.5   | 9.2  | 16.8 | 29   | 19.1 | 18.5 |
| Темп. мін. (°C)  | 1.1    | 1.9    | 3.3    | 6.4    | 9.0    | 14.5   | 15.7   | 15.7   | 13.1   | 9.2    | 5.9    | 3.6    | 2.2  | 6.2  | 15.3 | 9.4  | 8.3  |

## Сусідні муніципалітети
- Акуїлонія
- Ателла
- Бариле
- Калітрі
- Мельфі
- Раполла
- Рипакандіда
- Руво-дель-Монте